# Pemmican

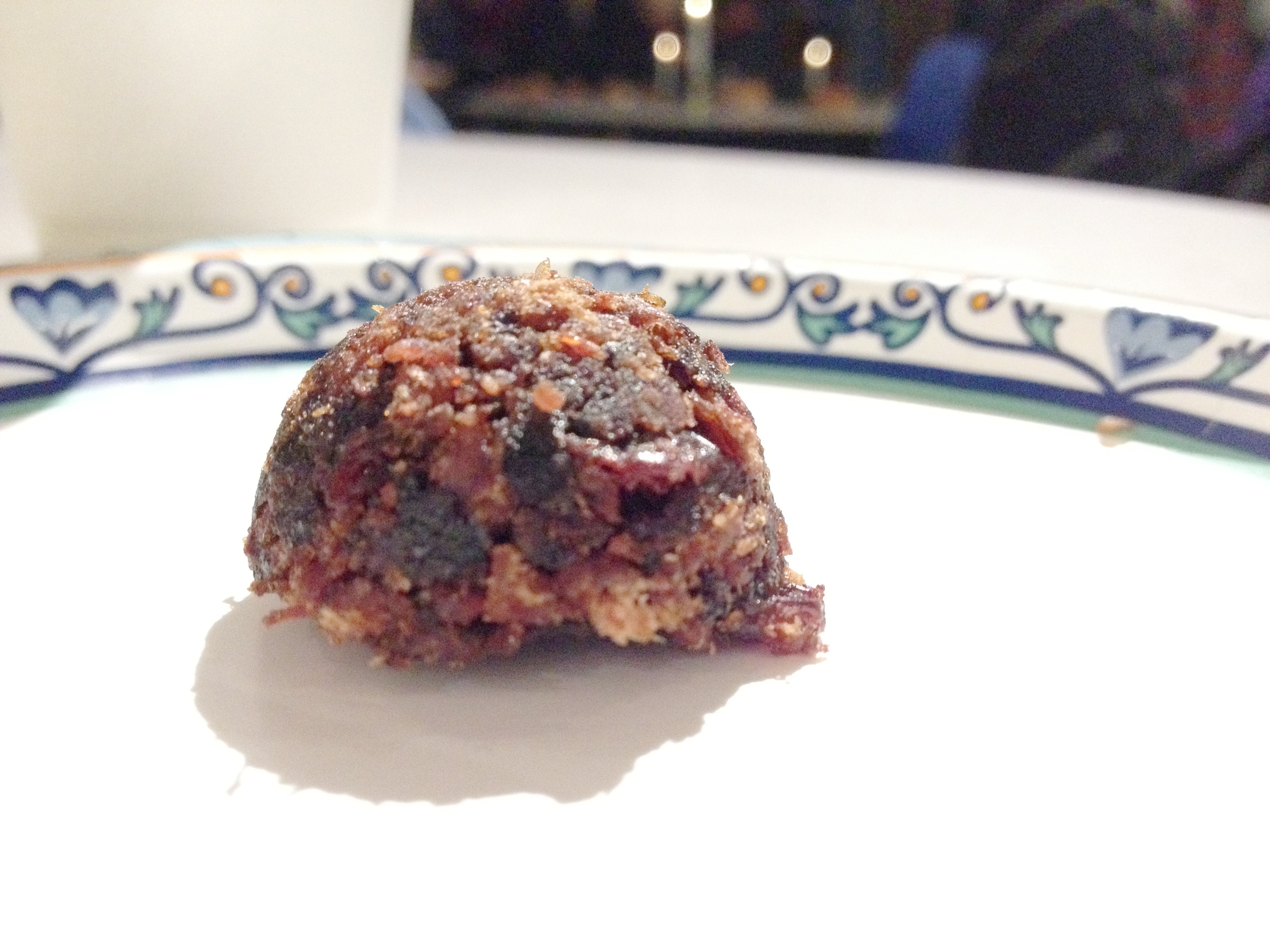
Porção de pemmican.

Pemmican (também pemican, em fontes antigas) é uma mistura concentrada de gordura e proteína utilizada como comida nutritiva. O termo deriva-se da palavra cree pimîhkân, em si derivada da palavra pimî, "gordura, graxa". O alimento foi amplamente adotado como energético pelos europeus envolvidos no comércio de peles e posteriormente por exploradores do Ártico e da Antártica como Robert Falcon Scott e Roald Amundsen.
Os ingredientes especificamente utilizados variavam de acordo com o que estava disponível; a carne geralmente era de bisão, alce ou veado. Ingredientes como oxicoco eram por vezes adicionados, assim como cereja, ribes e aronia.